# Ja till Europa
Ja till Europa bildades som organisation i början av 1990-talet för att arbeta för ett svenskt medlemskap i EU. 
Gruppen var som mest aktiv inför folkomröstningen om EU-medlemskap som ägde rum den 13 november 1994. Inför denna folkomröstning bedrev Ja till Europa en omfattande kampanj för att få en majoritet av det svenska folket att rösta ja till ett EU-medlemskap. Ett antal organisationer gav ekonomiskt stöd till Ja till Europa. Efter att det svenska folket röstat ja till ett EU-medlemskap i folkomröstningen började gruppen att upplösas eftersom man hade uppnått sitt mål. 